# الانتخابات الرئاسية الجزائرية 2004

## 8 أبريل2004
كانت نسبة الناخبين 58.07% ويقدر عددهم ب10,508,777 من أصل 18,097,255 مسجلين، وقدر عدد الأوراق الملغاة ب329,075. وكانت النتيجة النهائية:
| اسم المرشح          | الحزب                              | النسبة | عدد الأصوات |
| ------------------- | ---------------------------------- | ------ | ----------- |
| عبد العزيز بوتفليقة | مرشح حر                            | 84.99% | 8651723     |
| علي بن فليس         | مرشح حر                            | 6.42%  | 643951      |
| عبد الله جاب الله   | حركة الإصلاح الوطني                | 5.02%  | 511526      |
| سعيد سعدي           | التجمع من أجل الثقافة والديمقراطية | 1.94%  | 197111      |
| لويزة حنون          | حزب العمال                         | 1.00%  | 101630      |
| علي فوزي رباعين     | عهد 54                             | 0.63%  | 63761       |

وقد اتهم علي بن فليس وسعدي وجاب الله الحكومة بتزوير الانتخابات الرئاسية، وأعلنت منظمة الامن والتعاون الأوروبي أنها لم ترَ أيّ تزوير في سير الانتخابات.